# Mary Agnes Chase

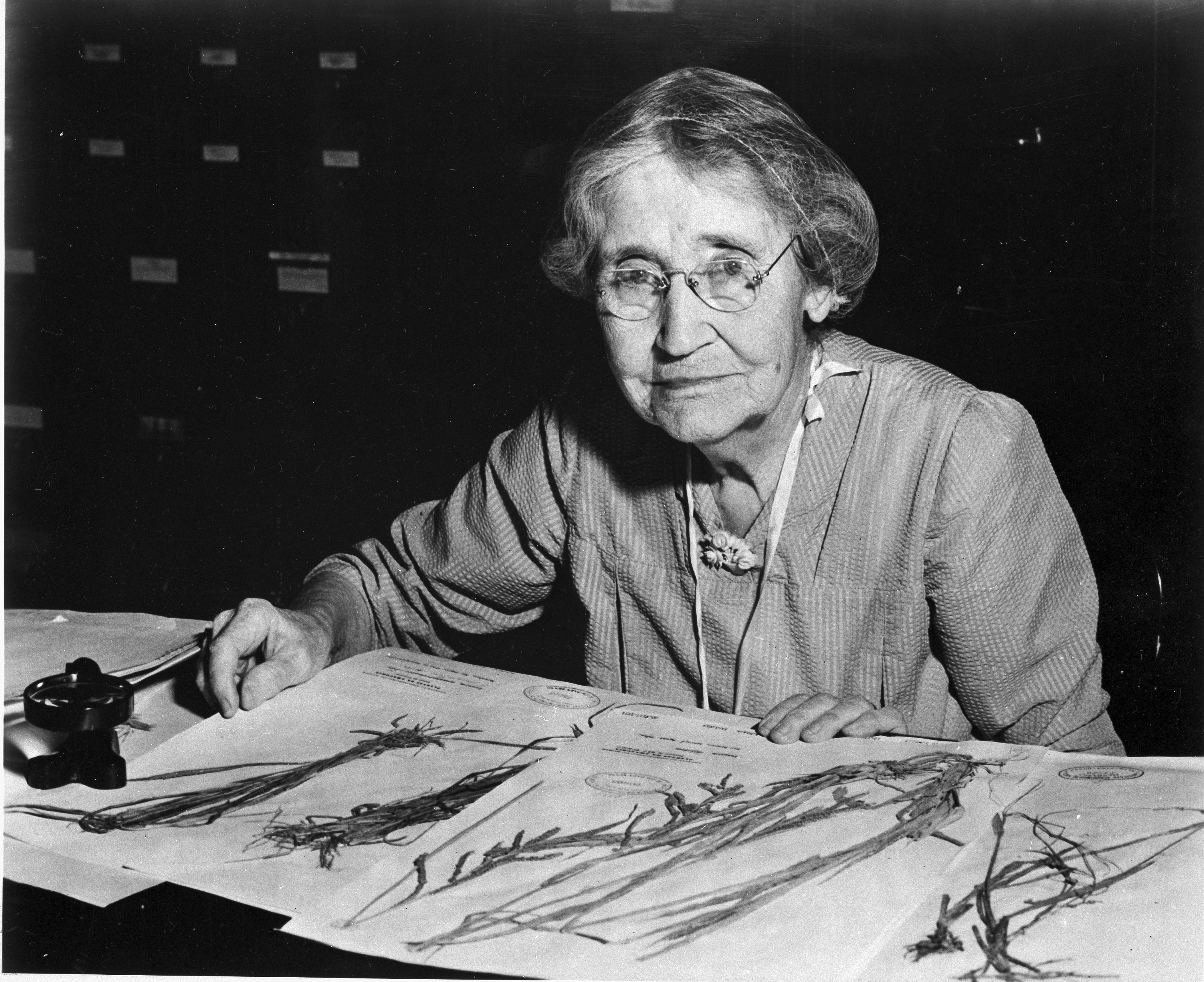
Mary Agnes Chase

Mary Agnes Chase, geboren Mary Agnes Meara (* 20. April 1869 in Iroquois County, Illinois; † 24. September 1963 in Bethesda, Maryland), war eine US-amerikanische Botanikerin. Als Agrostologin forschte und arbeitete sie über Gräser, zudem setzte sie sich aktiv für das Frauenwahlrecht ein. Ihr Autorenkürzel ist Chase.
Ihr lebensprägendes Interesse an Gräsern führte Chase auf deren häufige Erwähnung in der Bibel zurück. Für sie hielten Gräser die Erde zusammen und ermöglichten es einst dem Menschen, das Leben in Höhlen aufzugeben, um den Tierherden zu folgen.

## Leben

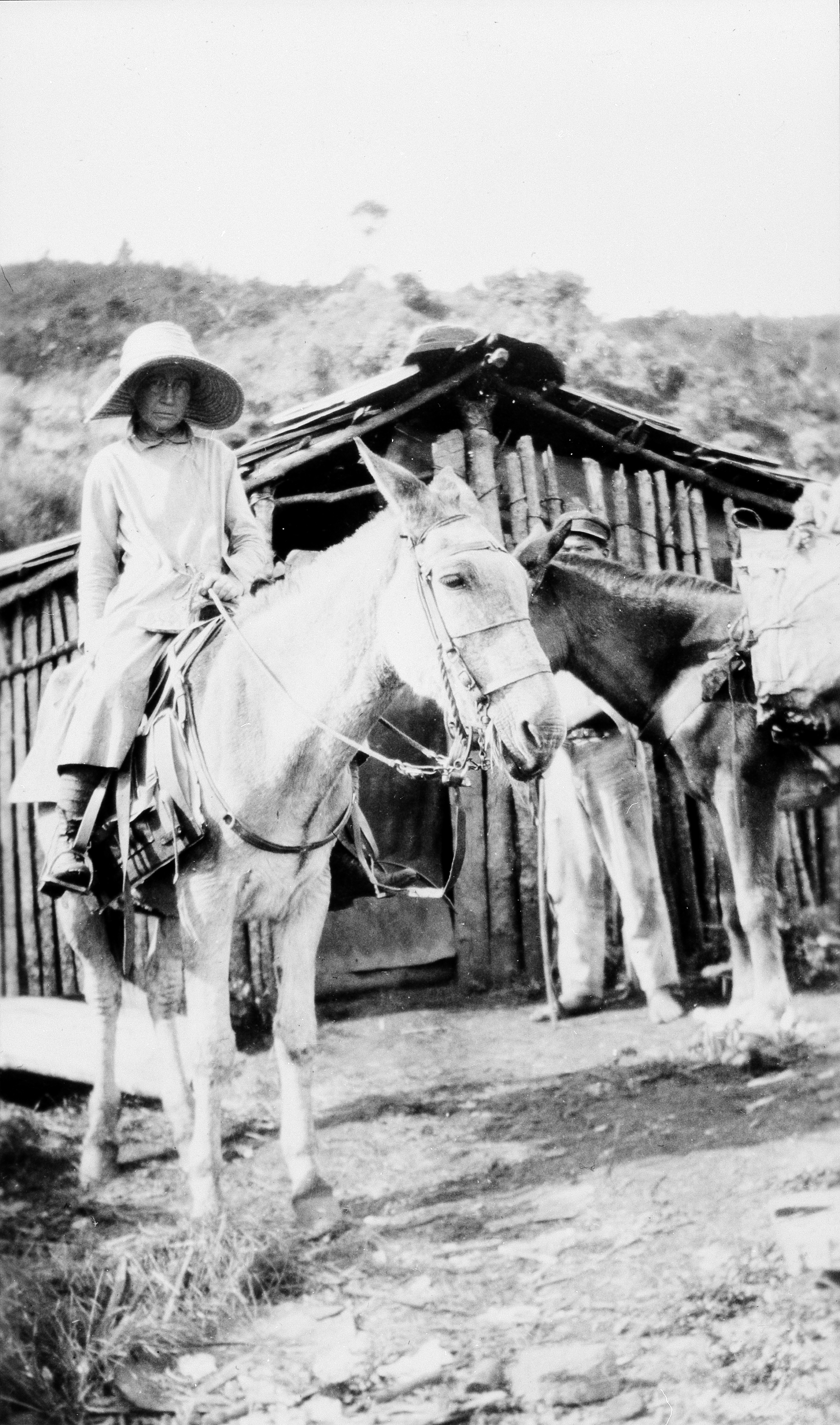
Mary Agnes Chase 1929 in Brasilien

Mary Agnes Chase wurde als Mary Agnes Meara 1869 in Iroquois County, Illinois, als Tochter von Martin Meara, einem aus Tipperary in Irland stammenden Schmied, der für die Eisenbahn arbeitete, und Mary Cassidy Brannick Meara geboren. Sie hatte vier Geschwister. Als sie zwei Jahre alt war, starb ihr Vater und ihre Mutter zog mit den Kindern nach Chicago zur Großmutter. Da der Vorbehalt gegen irische Immigranten groß war, änderte die Familie den Nachnamen von Meara in Merrill. In Chicago besuchte Mary Agnes Chase lediglich die Grammar School, weil von ihr erwartet wurde, die Familie zu unterstützen. Sie arbeitete danach als Korrektorin und Setzerin für eine Zeitung und heiratete im Alter von 19 Jahren William Chase, den Herausgeber des School Herald. William Chase starb bereits ein Jahr nach der Hochzeit an Tuberkulose und hinterließ ihr eine größere Schuldensumme. Mary Agnes Chase zahlte die Schulden zurück, lebte sparsam, arbeitete nachts für die Zeitung und besuchte tagsüber Kurse am Lewis Institute und an der University of Chicago, ohne jedoch einen formalen Abschluss zu erwerben.
Durch den Besuch der Ausstellung zu Pflanzen auf der World’s Columbian Exposition im Jahr 1893 zusammen mit ihrem Neffen Virginius Chase, der später auch Botaniker war, erwachte ihr Interesse an der Botanik und sie begann mit persönlichen Studien der Flora im Norden von Illinois. Ihr erstes Feldbuch legte sie 1897 an. In ihm finden sich Sumpfpflanzen, die sie auf Exkursionen sammelte. Auf einer Exkursion lernte sie den Bryologen Ellsworth Jerome Hill kennen, einen Priester, der bereits verrentet war. Hill bot an, ihr alles über Botanik beizubringen, was er wusste. Auch Hill hatte Botanik nicht studiert. Im Gegenzug illustrierte Chase für Hill neu gefundene Arten. Hill erklärte Chase auch die Funktionsweise eines Mikroskops. Dadurch konnte Chase als Fleischinspektorin auf dem Union Stock Yards arbeiten.
Durch Hill lernte Chase den Kurator für Botanik des Field Museum of Natural History, Charles Frederick Millspaugh, kennen. Er beauftragte sie, sein im Jahr 1900 erschienenes Buch Plantae Utowanae und das 1903–1904 erschienene Buch Plantae Yucatanae zu illustrieren. Im Jahr 1903 bewarb sie sich um einen Arbeitsplatz als Zeichnerin für botanische Objekte beim Landwirtschaftsministerium der Vereinigten Staaten. Sie bekam eine Stelle in der Abteilung für Futterpflanzen in Washington, D.C. Chase arbeitete dort zunächst als Illustratorin für den Agrostologen Albert Spear Hitchcock. Später war sie seine wissenschaftliche Assistentin und nach seinem Tod im Jahr 1935 wurde sie seine Nachfolgerin auf dieser Position.
Viele Reisen führten Mary Agnes Chase in den Jahren 1913, 1924 und 1929 bis 1930 durch Nord- und Südamerika. Auch in Europa sammelte sie Gräser. Sie verbrachte sieben Monate in Brasilien und entdeckte dort 500 Arten.
Nachdem sie 1939 in den Ruhestand versetzt worden war, arbeitete sie ohne Bezahlung weiter als wissenschaftliche Mitarbeiterin und Wächterin der Gräser des Nationalen Herbariums. Bis zu ihrem Lebensende war sie zumeist an fünf bis sechs Tagen in der Woche an ihrem Arbeitsplatz. Als Beraterin des Venezolanischen Landwirtschaftsministeriums reiste sie nach Venezuela, um es bei der Entwicklung eines Sortimentsmanagementprogramms zu unterstützen. Ihre Feldbücher der Jahre 1897 bis 1959 befinden sich in der Sammlung der Smithsonian Institution. Ihre erste wissenschaftliche Veröffentlichung erschien 1906, im Jahr 1910 folgte The North American Species of Panicum, das sie gemeinsam mit Hitchcock veröffentlichte, 1915 folgte Tropical North American Species of Panicum und 1917 Grasses of the West Indies.
Chase unterstützte junge Botanikerinnen und baute ein Netzwerk auf, in dem sie sich fachlich verständigen und Proben tauschen konnten. Ihr Zuhause, die Casa Contenta, hielt Mary Agnes Chase für Botanikerinnen immer offen.
Mit 94 Jahren starb Mary Agnes Chase in einem Pflegeheim in Bethesda, Maryland.

## Einsatz für das Frauenwahlrecht
Mary Agnes Chase schloss sich der radikalen National Woman’s Party an. Wegen ihres Engagements wurde ihr mit der Entlassung aus dem US-Landwirtschaftsministerium gedroht. Als Kämpferin für das Frauenwahlrecht wurde sie wegen der Teilnahme an Demonstrationen in den Jahren 1918 und 1919 inhaftiert.

## Auszeichnungen
- The certificate of merit for distinguished achievement in botanical science der Botanical Society of America (1956)[1]
- Ehrendoktorwürde der University of Illinois (1958)[1]
- Ehrenmitglied des Smithsonian Institution (1958)[1]
- Mitglied der Linnean Society of London (1961)[1]
- Nach ihr wurden folgende Gattungen aus der Familie der Süßgräser (Poaceae) benannt: Chasea Nieuwl., Chasechloa A.Camus, Agnesia Zuloaga & Judz. und Sinochasea Keng.[6]

## Werke
- First Book of Grasses: The Structure of Grasses explained for Beginners. New York: The Macmillan Company, 1922. OCLC 485016096
- Manual of Grasses of the United States. Washington, D.C.: U.S. Dept. of Agriculture, 1950. OCLC 228775547
- Index to Grass Species, zusammen mit Cornelia D. Niles. Boston: G.K. Hall, 1962. OCLC 313676122